# Glukos-6-fosfatas

Glukos-6-fosfat

Glukos

Glukos-6-fosfatas (EC 3.1.3.9, G6Pase; systematiskt namn D -glukos-6-fosfatfosfohydrolas) är ett enzym som hydrolyserar glukos-6-fosfat till glukos och en fri fosfatgrupp
D-glukos 6-fosfat + H2O = D-glukos + fosfat
Detta utgör det sista steget i glukoneogenesen.
Under fasta säkerställs tillräckliga nivåer av blodsocker genom glukos som frigörs från leverglykogenlagren genom glykogenolys samt glukos som genereras av glukoneogenes i levern såväl som - i mindre utsträckning - njurarna. G6P är produkten av båda dessa vägar och måste omvandlas till glukos innan det kan exporteras från cellen till blodet av membranbundna glukostransportörer. G6Pas uttrycks därför huvudsakligen i levern och njuren - medan skelettmuskulaturen tillsammans innehåller den mest betydande glykogenreserven i kroppen, kan glukos inte mobiliseras från den eftersom muskler saknar G6Pas.(p1171)
Insulin hämmar leverns G6Pas-aktivitet,(p1046)  medan glukagon främjar den.(p1052) Uttrycket av G6Pas ökar under svält, vid diabetes och av glukokortikosteroider.
Glukos 6-fosfatas är ett komplex av proteiner med flera komponenter, som transportörer för G6P, glukos och fosfat. Den huvudsakliga fosfatasfunktionen utförs av den katalytiska subenheten för glukos-6-fosfatas. Hos människor finns det tre isozymer av den katalytiska subenheten: glukos-6-fosfatas-a, kodad av G6PC, IGRP, kodad av G6PC2 ; och glukos-6-fosfatas-p, kodad av G6PC3.
Glukos-6-fosfatas-a och glukos-6-fosfatas-β är båda funktionella fosfohydrolaser och har liknande struktur, topologi, verkningsmekanism och kinetiska egenskaper med avseende på G6P-hydrolys. Däremot har IGRP nästan ingen hydrolasaktivitet och kan spela en annan roll för att stimulera insulinutsöndringen i bukspottkörteln.

## Biokemi
Även om en tydlig konsensus inte har nåtts, ansluter ett stort antal forskare till en substrat-transportmodell för att ta hänsyn till de katalytiska egenskaperna hos glukos-6-fosfatas. I denna modell har glukos-6-fosfatas en låg grad av selektivitet. Överföringen av glukos-6-fosfatet utförs av ett transportprotein (T1) och det endoplasmatiska retikulumet (ER) innehåller strukturer som tillåter utträdet av fosfatgruppen (T2) och glukos (T3).
Glukos-6-fosfatas består av 357 aminosyror och är förankrat till det endoplasmatiska retikulumet (ER) med nio transmembranspiraler. Dess N-terminala och aktiva ställe finns på lumensidan av ER och dess C-terminal skjuter ut i cytoplasman. På grund av dess snäva koppling till ER förblir den exakta strukturen av glukos-6-fosfatas okänd. Sekvensanpassning har emellertid visat att glukos-6-fosfatas strukturellt liknar det aktiva stället för det vanadininnehållande klorperoxidaset som finns i Curvularia inaequalis.
Baserat på pH-kinetiska studier av glukos-6-fosfatas-α-katalys föreslogs att hydrolysen av glukos-6-fosfat fullbordades via en kovalent fosfohistidinglukos-6-fosfatintermediär. Det aktiva stället för glukos-6-fosfatas-α identifierades initialt genom närvaron av ett konserverat fosfatsignaturmotiv som vanligtvis finns i lipidfosfataser, sura fosfataser och vanadinhaloperoxidaser.
Väsentliga rester i det aktiva stället för vanadinhaloperoxidaser är Lys353, Arg360, Arg490, His404 och His496. Motsvarande rester i det aktiva stället för glukos 6-fosfatas-α är Arg170 och Arg83, som donerar vätejoner till fosfatet, vilket stabiliserar övergångstillståndet, His119, som tillhandahåller en proton till det defosforylerade syret fäst till glukos, och His176, som fullbordar en nukleofil attack på fosfatet för att bilda en kovalent bunden fosforylenzymmellanprodukt. Inom det vanadininnehållande klorperoxidaset visar sig Lys353 stabilisera fosfatet i övergångstillståndet. Emellertid finns motsvarande rest i glukos-6-fosfatas-a (Lys76) inom ER-membranet och dess funktion, om någon, är för närvarande obestämd. Med undantag för Lys76 är dessa rester alla belägna på den luminala sidan av ER-membranet.
Glukos-6-fosfatas-β är ett allmänt uttryckt, 346-aminosyror membranprotein som delar 36 procent sekvensidentitet med glukos-6-fosfatas-α. Inom enzymet förutsäger glukos-6-fosfatas-β sekvensanpassningar att dess aktiva ställe innehåller His167, His114 och Arg79. I likhet med det för det aktiva stället för glukos-6-fosfatas-a är His167 den rest som tillhandahåller den nukleofila attacken, och His114 och Arg79 är vätedonatorer. Glukos-6-fosfatas-β är också lokaliserat i ER-membranet, även om dess orientering är okänd.

## Mekanism
Hydrolysen av glukos-6-fosfat börjar med en nukleofil attack på det sockerbundna fosfatet av His176, vilket resulterar i bildandet av en fosfohistidinbindning och nedbrytningen av en karbonyl. Ett negativt laddat syre överför sedan sina elektroner och reformerar en karbonyl och bryter dess bindning med glukos. Det negativt laddade glukosbundna syret protoneras sedan genom att His119 bildar en fri glukos. Fosfointermediären som produceras av reaktionen mellan His176 och fosfatgruppen bryts sedan av en hydrofil attack. Efter tillsatsen av ytterligare en hydroxid och sönderdelningen av en karbonyl, ombildas karbonylen och aktiverar de elektroner som ursprungligen donerats av His176-resten, vilket skapar en fri fosfatgrupp och fullbordar hydrolysen.

## Uttryck
Gener som kodar för enzymet uttrycks i första hand i levern, i njurbarken och (i mindre utsträckning) i β-cellerna i pankreasöarna och tarmslemhinnan (särskilt under svälttider). Glukos-6-fosfatas finns i en mängd olika muskler över hela djurriket, om än i mycket låga koncentrationer. Således är glykogenet som muskler lagrar vanligtvis inte tillgängligt för resten av kroppens celler eftersom glukos-6-fosfat inte kan passera sarkolemma om det inte är defosforylerat. Enzymet spelar en viktig roll under perioder av fasta och när glukosnivåerna är låga. Det har visat sig att svält och diabetes inducerar en två- till trefaldig ökning av glukos-6-fosfatasaktiviteten i levern. Glc 6-Pas-aktiviteten ökar också dramatiskt vid födseln när en organism blir oberoende av moderns glukoskälla. Den humana Glc 6-Pas-genen innehåller fem exoner som spänner över cirka 125,5 kb DNA belägna på kromosom 17q21.

## Klinisk betydelse
Mutationer av glukos-6-fosfatassystemet, för att vara specifik glukos 6-fosfatas-α-subenheten (glukos-6-fosfatas-α), glukos 6-transportör (G6PT) och glukos-6-fosfatas-β (glukos 6-fosfatas- β eller G6PC3) subenheter leder till brister i upprätthållandet av interprandial glukoshomeostas och neutrofilfunktion och homeostas. Mutationer i både glukos 6-fosfatas-α och G6PT leder till glykogenlagringssjukdom typ I (GSD 1, von Gierkes sjukdom). För att vara specifik leder mutationer i glukos-6-fosfatas-α till glykogenlagringssjukdom typ-1a, som kännetecknas av ackumulering av glykogen och fett i levern och njurarna, vilket resulterar i hepatomegali och renomegali. GSD-1a utgör cirka 80 procent av GSD-1 fall som uppträder kliniskt. Frånvaro av G6PT leder till GSD-1b (GSD-1b), som kännetecknas av avsaknaden av en G6PT och representerar 20 procent av fallen som uppträder kliniskt.

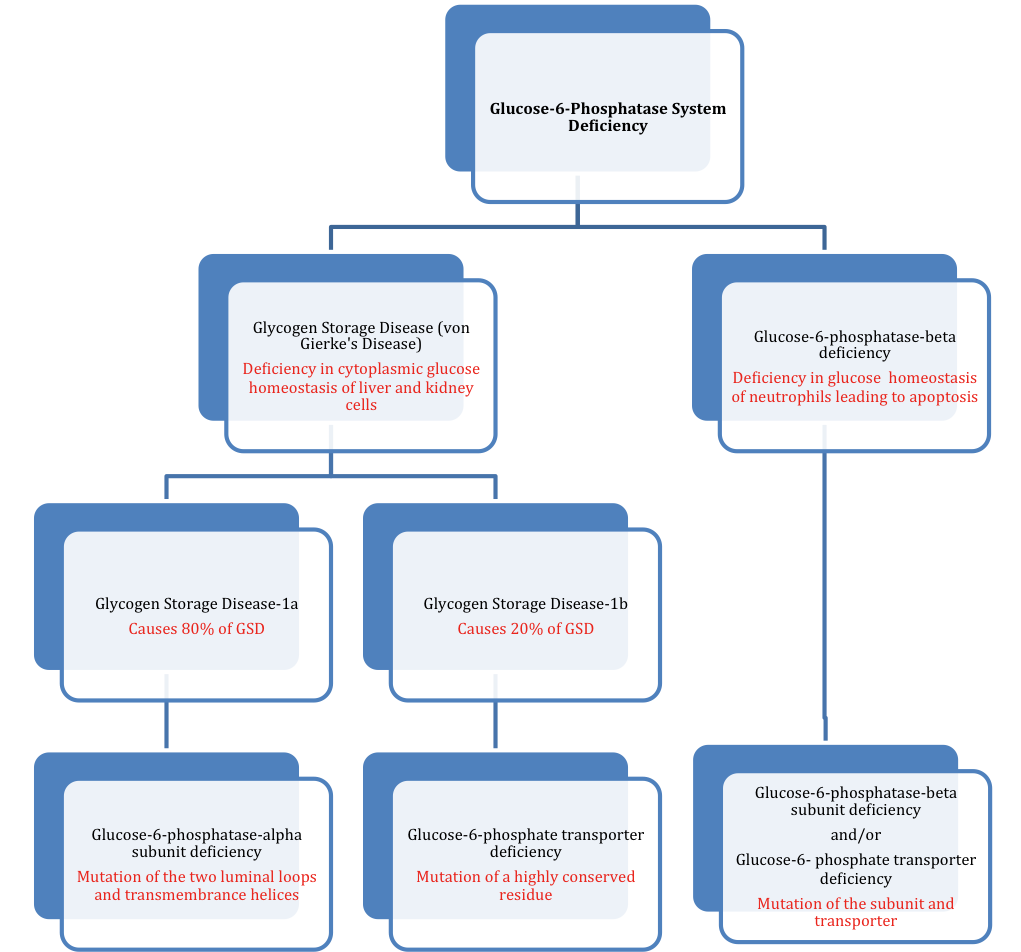
Nedbrytning av de olika beståndsdelarna i glukos-6-fosfatassystemets brist

Den specifika orsaken till GSD-1a härrör från nonsensmutationer, insertioner/deletioner med eller utan en förskjutning i läsramen, eller splitsningsställemutationer som inträffar på genetisk nivå. Missense-mutationerna påverkar de två stora luminala slingorna och transmembranspiralerna av glukos-6-fosfatas-α, vilket avskaffar eller kraftigt minskar aktiviteten hos enzymet. Den specifika orsaken till GSD-1b härrör från "svåra" mutationer såsom splitsningsställemutationer, ramskiftande mutationer och substitutioner av en mycket konserverad rest som fullständigt förstör G6PT-aktivitet.
 Dessa mutationer leder till förekomsten av GSD-1 genom att förhindra transporten av glukos-6-fosfat (G6P) in i den luminala delen av ER och även hämma omvandlingen av G6P till glukos som ska användas av cellen. 
Den tredje typen av glukos-6-fosfatasbrist, glukos-6-fosfatas-β-brist, kännetecknas av ett medfött neutropenisyndrom där neutrofiler uppvisar förstärkt endoplasmatisk retikulum (ER) stress, ökad apoptos, försämrad energihomeostas och försämrad funktion. Det kan också leda till hjärt- och urogenitala missbildningar. Denna tredje klass av brist påverkas också av en G6PT-brist eftersom glukos-6-fosfatas-β också ligger i ER-lumen och därmed kan leda till liknande symtom på glukos-6-fosfatas-β-brist associeras med GSD- Ib. Dessutom har nyare studier klarlagt detta område av likhet mellan de båda bristerna och har visat att avvikande glykosylering förekommer i båda bristsituationerna. Den neutrofila glykosyleringen har en djupgående effekt på neutrofilaktiviteten och kan därför också klassificeras som en medfödd glykosyleringsstörning.
Huvudfunktionen hos glukos-6-fosfatas-β har fastställts att tillhandahålla återvunnet glukos till cytoplasman hos neutrofiler för att bibehålla normal funktion. Avbrott i förhållandet mellan glukos och G6P på grund av signifikant minskning av intracellulära glukosnivåer orsakar betydande störningar av glykolys och HMS. Om den inte motverkas av upptag av extracellulärt glukos leder denna brist till neutrofil dysfunktion.
Vanadinföreningar som vanadylsulfat har visat sig hämma enzymet och därmed öka insulinkänsligheten in vivo hos diabetiker, vilket bedöms med hyperinsulinemic clamp-tekniken , vilket kan ha potentiella terapeutiska implikationer.